# 萊恩鎮區 (印地安納州沃里克縣)
萊恩鎮區（英語：Lane Township）是位於美國印地安納州沃里克縣的一個行政鎮區。

## 地方資料
根據2010年美國人口普查的數據，萊恩鎮區的面積為62.00平方千米，當中陸地面積為60.90平方千米，而水域面積為1.10平方千米。當地共有人口281人，而人口密度為每平方千米4.53人。